# Manifiesto de los 331
El manifiesto de los 331 (en francés: Manifeste des 331) es una petición, publicada el 3 de febrero de 1973 en el Nouvel Observateur, y firmado por 331 médicos afirmando haber practicado abortos a pesar de la prohibición de la ley francesa.
Entre los médicos, miembros del Groupe information santé, que comparecieron ante la prensa para informar sobre esta iniciativa, se encuentran René Frydman, Annie Bureau, Joëlle Brunerie y Pierre Jouannet. En la movilización a favor de la libertad de abortar de las mujeres, el manifiesto del los 331 se hace eco del manifiesto de las 343 (1971), firmado por 343 mujeres que declaran haber abortado.
Un año antes se organizó la primera demostración de cómo practicar un aborto por el "Método Karman" en Francia en el apartamento de la actriz Delphine Seyrig en presencia de activistas del MLF, Pierre Jouannet y Harvey Karman, psicóloga y activista por la libertad del aborto en California desde la década de 1950. Los médicos del Groupe information santé permitirán que otras mujeres lo usen ilegalmente.